# 谷隆一郎
谷 隆一郎（たに りゅういちろう、1945年 ‐ ）は、日本の宗教学者。九州大学名誉教授。

## 来歴
岡山県生まれ、神戸に育つ。長田高校を卒業後、1969年東京大学工学部合成化学科卒業。76年同大学院人文科学研究科博士課程単位取得退学。79年九州大学文学部専任講師、のち助教授、教授。2010年定年退任。1995年「アウグスティヌスの哲学 -神の似像の探求」で東大文学博士。

## 著書
- 『アウグスティヌスの哲学 「神の似像」の探究』創文社 1994
- 『東方教父における超越と自己 ニュッサのグレゴリオスを中心として』創文社 2000
- 『人間と宇宙的神化 証聖者マクシモスにおける自然・本性のダイナミズムをめぐって』知泉書館 2009
- 『アウグスティヌスと東方教父 キリスト教思想の源流に学ぶ』九州大学出版会、2011
- 『受肉の哲学  原初的出会いの経験から、その根拠へ』知泉書館 2020

### 翻訳
- 『キリスト教神秘主義著作集 第1巻 ギリシア教父の神秘主義』熊田陽一郎共訳 教文館 1992
- P.エフドキーモフ『神の狂おしいほどの愛 東方キリスト教の霊性をめぐって』秋山知子共訳 新世社 (東方キリスト教叢書 1999
- 『砂漠の師父の言葉 ミーニュ・ギリシア教父全集より』岩倉さやか共訳 知泉書館 2004
- 『アウグスティヌス著作集 第18巻 2 詩編注解 2』教文館 2006

堺正憲・花井一典・澁村美貴子・中澤務・野沢建彦共訳
- 『フィロカリア 東方キリスト教霊性の精華　第3巻』新世社 2006
- 『フィロカリア 第4巻』三嶋輝夫共訳 新世社 2010
- 『キリスト者の生のかたち 東方教父の古典に学ぶ』編訳 知泉書館 2014
- 『証聖者マクシモス『難問集』 東方教父の伝統の精華』知泉書館 2015